# 日本國立大學列表
本列表列出日本的國立大學，括號內為校本部的所在地。截至2011年2月10日，共有86所國立大學。國立短期大學已全數廢止。

## 北海道
- 北海道大學（札幌市北區）
- 北海道教育大學（札幌市北區）
- 室蘭工業大學（室蘭市）
- 小樽商科大學（小樽市）
- 帶廣畜產大學（帶廣市）
- 旭川醫科大學（旭川市）
- 北見工業大學（北見市）

## 東北地方
- 弘前大學（青森縣弘前市）
- 岩手大學（岩手縣盛岡市）
- 東北大學（宮城縣仙台市青葉區）、指定國立大學法人
- 宮城教育大學（宮城縣仙台市青葉區）
- 秋田大學（秋田縣秋田市）
- 山形大學（山形縣山形市）
- 福島大學（福島縣福島市）

## 東京都
- 東京大學（文京區）、指定國立大學法人
- 東京外國語大學（府中市）
- 東京學藝大學（小金井市）
- 東京農工大學（府中市）
- 東京藝術大學（台東區）
- 東京科學大學（目黑區）、指定國立大學法人
- 東京海洋大學（港區）
- 御茶水女子大學（文京區）
- 電氣通信大學（調布市）
- 一橋大學（國立市）、指定國立大學法人
- 政策研究大學院大學（港區）

## 關東地方（東京都以外）
- 茨城大學（茨城縣水戶市）
- 筑波大學（茨城縣筑波市）、指定國立大學法人
- 筑波技術大學（茨城縣筑波市）
- 宇都宮大學（栃木縣宇都宮市）
- 群馬大學（群馬縣前橋市）
- 埼玉大學（埼玉縣埼玉市櫻區）
- 千葉大學（千葉縣千葉市稻毛區）
- 橫濱國立大學（神奈川縣橫濱市保土谷區）
- 綜合研究大學院大學（神奈川縣三浦郡葉山町湘南國際村）

## 中部地方
- 新潟大學（新潟縣新潟市西區）
- 長岡技術科學大學（新潟縣長岡市）
- 上越教育大學（新潟縣上越市）
- 富山大學（富山縣富山市）
- 金澤大學（石川縣金澤市）
- 北陸先端科學技術大學院大學（石川縣能美市）
- 福井大學（福井縣福井市）
- 山梨大學（山梨縣甲府市）
- 信州大學（長野縣松本市）
- 岐阜大學（岐阜縣岐阜市）
- 靜岡大學（靜岡縣靜岡市駿河區）
- 濱松醫科大學（靜岡縣濱松市東區）
- 名古屋大學（愛知縣名古屋市千種區）、指定國立大學法人
- 愛知教育大學（愛知縣刈谷市）
- 名古屋工業大學（愛知縣名古屋市昭和區）
- 豐橋技術科學大學（愛知縣豐橋市）

## 近畿地方
- 三重大學（三重縣津市）
- 滋賀大學（滋賀縣彥根市）
- 滋賀醫科大學（滋賀縣大津市）
- 京都大學（京都府京都市左京區）、指定國立大學法人
- 京都教育大學（京都府京都市伏見區）
- 京都工藝纖維大學（京都府京都市左京區）
- 大阪大學（大阪府吹田市）、指定國立大學法人
- 大阪教育大學（大阪府柏原市）
- 兵庫教育大學（兵庫縣加東市）
- 神戶大學（兵庫縣神戶市灘區）
- 奈良教育大學（奈良縣奈良市）
- 奈良女子大學（奈良縣奈良市）
- 奈良先端科學技術大學院大學（奈良縣生駒市）
- 和歌山大學（和歌山縣和歌山市）

## 中國地方
- 鳥取大學（鳥取縣鳥取市）
- 島根大學（島根縣松江市）
- 岡山大學（岡山縣岡山市北區）
- 廣島大學（廣島縣東廣島市）
- 山口大學（山口縣山口市）

## 四國
- 德島大學（德島縣德島市）
- 鳴門教育大學（德島縣鳴門市）
- 香川大學（香川縣高松市）
- 愛媛大學（愛媛縣松山市）
- 高知大學（高知縣高知市）

## 九州
- 九州大學（福岡縣福岡市西區）
- 九州工業大學（福岡縣北九州市戶畑區）
- 福岡教育大學（福岡縣宗像市）
- 佐賀大學（佐賀縣佐賀市）
- 長崎大學（長崎縣長崎市）
- 熊本大學（熊本縣熊本市中央區）
- 大分大學（大分縣大分市）
- 宮崎大學（宮崎縣宮崎市）
- 鹿兒島大學（鹿兒島縣鹿兒島市）
- 鹿屋體育大學（鹿兒島縣鹿屋市）

## 沖繩
- 琉球大學（沖繩縣中頭郡西原町）

## 已不存在的國立大學

### 四年制大學
- 東京醫科齒科大學 - 現今東京科學大學的前身
- 東京工業大學 - 現今東京科學大學的前身
- 東京教育大學 - 現今筑波大學的前身
- 圖書館資訊大學 - 與現今的筑波大學合併
- 九州藝術工科大學 - 現今九州大學藝術工學部的前身
- 神戶商船大學 - 現今神戶大學海事科學部的前身
- 東京商船大學 - 現今東京海洋大學海洋工學部的前身
- 東京水產大學 - 現今東京海洋大學海洋科學部的前身
- 山梨醫科大學 - 現今山梨大學醫學部的前身
- 富山醫科藥科大學 - 現今富山大學醫學部與藥學部的前身（藥學部於1975年由富山大學移至富山醫科藥科大學，2005年回歸至富山大學）
- 福井醫科大學 - 現今福井大學醫學部的前身
- 大阪外國語大學 -現今大阪大學外國語學部的前身
- 島根醫科大學 - 現今島根大學醫學部的前身
- 香川醫科大學 - 現今香川大學醫學部的前身
- 高知醫科大學 - 現今高知大學醫學部的前身
- 佐賀醫科大學 - 現今佐賀大學醫學部的前身
- 大分醫科大學 - 現今大分大學醫學部的前身
- 宮崎醫科大學 - 現今宮崎大學醫學部的前身

### 短期大學
- 改制為四年制大學
  - 北見工業短期大學 - 北見工業大學的前身
  - 筑波技術短期大學 - 筑波技術大學的前身
  - 圖書館短期大學 - 圖書館資訊大學（現今筑波大學圖書館資訊學群）的前身

- 改制為高等專門學校
  - 長岡工業短期大學 - 長岡工業高等專門學校的前身
  - 宇部工業短期大學 - 宇部工業高等專門學校的前身
  - 久留米工業短期大學 - 久留米工業高等專門學校的前身

- 併入大學之學部
  - 宇都宮工業短期大學 - 宇都宮大學工學部的前身
  - 高岡短期大學 - 富山大學藝術文化學部的前身

- 從醫療技術短期大學部改制為醫學部保健學科等
  - 北海道大學醫療技術短期大學部 - 北海道大學醫學部保健學科的前身
  - 弘前大學醫療技術短期大學部 - 弘前大學醫學部保健學科的前身
  - 東北大學醫療技術短期大學部 - 東北大學醫學部保健學科的前身
  - 秋田大學醫療技術短期大學部 - 秋田大學醫學部保健學科的前身
  - 筑波大學醫療技術短期大學部 - 筑波大學醫學群看護學類、醫療科學類的前身
  - 群馬大學醫療技術短期大學部 - 群馬大學醫學部保健學科的前身
  - 新潟大學醫療技術短期大學部 - 新潟大學醫學部保健學科的前身
  - 金澤大學醫療技術短期大學部 - 金澤大學醫學部保健學科的前身
  - 信州大學醫療技術短期大學部 - 信州大學醫學部保健學科的前身
  - 岐阜大學醫療技術短期大學部 - 岐阜大學醫學部看護學科的前身
  - 三重大學醫療技術短期大學部 - 三重大學醫學部看護學科的前身
  - 名古屋大學醫療技術短期大學部 - 名古屋大學醫學部保健學科的前身
  - 京都大學醫療技術短期大學部 - 京都大學醫學部保健學科的前身
  - 大阪大學醫療技術短期大學部 - 大阪大學醫學部保健學科的前身
  - 神戶大學醫療技術短期大學部 - 神戶大學醫學部保健學科的前身
  - 鳥取大學醫療技術短期大學部 - 鳥取大學醫學部保健學科的前身
  - 岡山大學醫療技術短期大學部 - 岡山大學醫學部保健學科的前身
  - 山口大學醫療技術短期大學部 - 山口大學醫學部保健學科的前身
  - 德島大學醫療技術短期大學部 - 德島大學醫學部保健學科的前身
  - 九州大學醫療技術短期大學部 - 九州大學醫學部保健學科的前身
  - 長崎大學醫療技術短期大學部 - 長崎大學醫學部保健學科的前身
  - 熊本大學醫療技術短期大學部 - 熊本大學醫學部保健學科的前身
  - 鹿兒島大學醫療技術短期大學部 - 鹿兒島大學醫學部保健學科的前身

- 改制為夜間部
  - 小樽商科大學短期大學部 - 改制為小樽商科大學夜間部
  - 室蘭工業大學短期大學部 - 改制為室蘭工業大學夜間部
  - 山形大學工業短期大學部 - 改制為山形大學工學部夜間部
  - 福島大學經濟短期大學部 - 改制為福島大學經濟學部夜間部（現為人文社會學群夜間部）
  - 茨城大學工業短期大學部 - 改制為茨城大學工學部夜間部
  - 群馬大學工業短期大學部 - 改制為群馬大學工學部夜間部
  - 埼玉大學經濟短期大學部 - 改制為埼玉大學經濟學部夜間部
  - 千葉大學工業短期大學部 - 改制為千葉大學工學部二部
  - 電氣通信大學短期大學部 - 改制為電氣通信大學夜間部
  - 新潟大學商業短期大學部 - 改制為新潟大學經濟學部夜間部
  - 富山大學經營短期大學部 - 改制為富山大學經濟學部夜間部
  - 岐阜大學工業短期大學部 - 改制為岐阜大學工學部夜間部（2007年廢止）
  - 靜岡大學工業短期大學部 - 改制為靜岡大學工學部夜間部
  - 靜岡大學法經短期大學部 - 改制為靜岡大學人文學部夜間部
  - 名古屋工業大學短期大學部 - 改制為名古屋工業大學工學部II部
  - 滋賀大學經濟短期大學部 - 改制為滋賀大學經濟學部夜間部
  - 京都工藝纖維大學工業短期大學部 - 改制為京都工藝纖維大學工學部夜間部
  - 大阪外國語大學短期大學部 - 改制為大阪外國語大學夜間部（現為大阪大學外國語學部）
  - 和歌山大學經濟短期大學部 - 改制為和歌山大學經濟學部夜間部
  - 岡山大學法經短期大學部 - 改制為岡山大學法學部夜間部
  - 山口大學工業短期大學部 - 改制為山口大學工學部夜間部
  - 德島大學工業短期大學部 - 改制為德島大學工學部夜間部
  - 香川大學商業短期大學部 - 改制為香川大學經濟學部夜間部
  - 九州工業大學短期大學部 - 改制為九州工業大學II部
  - 長崎大學商科短期大學部 - 改制為長崎大學經濟學部夜間部
  - 琉球大學短期大學部 - 改制為琉球大學夜間部

### 日本殖民統治時期的舊制大學
- 京城帝國大學 - 現今首爾大學的前身。
- 台北帝國大學 - 現今國立台灣大學的前身。
- 旅順工科大學 - 現今大連理工大學的前身。

## 關聯項目
- 日本大學列表
- 日本公立大學列表
- 日本私立大學列表
- 日本短期大學列表

## 外部連結
- （日語）國立大學：文部科學省 （页面存档备份，存于）
- （日語）一般社団法人 國立大學協会 （页面存档备份，存于）